# 小金发藓
小金发藓（学名：Pogonatum aloides）为土马鬃科小金发藓属下的一个种。

## 扩展阅读
- 維基物種上的相關：小金发藓